# Tarachodes obscuripennis
Tarachodes obscuripennis är en bönsyrseart som beskrevs av Lucien Chopard 1940. Tarachodes obscuripennis ingår i släktet Tarachodes och familjen Tarachodidae. Inga underarter finns listade i Catalogue of Life.